# Rob Paris
Rob Paris (Bracknell, 19 giugno 1978) è un ex calciatore anguillano, di ruolo difensore.

## Carriera

### Club
Gioca dal 2001 al 2002 al Northwood. Nel 2002, dopo una breve esperienza all'Aylesbury United, passa al Maidenhead United. Nel 2003 si trasferisce all'Hampton & Richmond Borough. Nel 2004 passa al Kingstonian. Nel 2005 torna all'Hampton & Richmond, in cui milita fino al 2008. Nel 2008 si trasferisce al Burnham, in cui milita fino al 2009, anno del ritiro.

### Nazionale
Nel 2008 colleziona due presenze con la Nazionale.